# 한신 난바선
한신 난바선(일본어: 阪神なんば線)은 한신 전기 철도의 철도 노선 가운데 하나이다. 일본 효고현 아마가사키시에 있는 아마가사키역과 오사카부 오사카시 주오구에 있는 오사카난바역을 잇는다.

## 역사
- 1924년 1월 20일 : 덴포 선(일본어: 伝法線)이라는 이름으로 다이모쓰 ~ 덴포 구간이 개통
- 1924년 8월 1일 : 덴포 ~ 지도리바시 구간이 연장 개통
- 1928년 12월 28일 : 아마가사키 ~ 다이모쓰 구간이 연장 개통
- 1964년 5월 20일 : 노선명을 니시오사카 선(일본어: 西大阪線)으로 변경
- 1964년 5월 21일 : 지도리바시 ~ 니시쿠조 구간이 연장 개통
- 1967년 11월 12일 : 가선 공급 전압을 1,500V로 승압
- 1995년 1월 17일 : 한신·아와지 대지진 피해로 인하여 운행 휴지
- 1995년 1월 18일 : 운행 재개
- 2009년 3월 20일 : 니시쿠조 ~ 오사카난바 구간이 연장 개통 및 이와 함께 노선명을 한신 난바 선으로 변경

## 차량
- 1000계
- 9000계
- 긴테쓰 1252계
- 긴테쓰 1026계
- 긴테쓰 5800계
- 긴테쓰 5820계
- 긴테쓰 9820계
- 긴테쓰 9020계

## 역 목록
- 범례
  - 쾌급: 쾌속 급행
  - ●: 정차함
  - ○: 평일 일부 시간대에만 정차함(휴일에는 무정차 통과함)
- (준급, 구간 준급, 보통은 모든 역에 정차하므로 생략됨.)

| 역 이름    | 일본어 이름 | 영업 거리 (km) | 쾌급 | 접속 노선 | 소재지              | 소재지              | 소재지                      |
| ---------- | ----------- | -------------- | ---- | --- | ------------------- | ------------------- | --------------------------- |
| 아마가사키 | 尼崎        | 0.0            | ●    | 본선(직결 운행) | 효고현 아마가사키시 | 효고현 아마가사키시 | 효고현 아마가사키시         |
| 다이모쓰   | 大物        | 0.9            | ○    | 본선 | 효고현 아마가사키시 | 효고현 아마가사키시 | 효고현 아마가사키시         |
| 데키지마   | 出来島      | 2.3            | ○    | | 오사카부            | 오사카시            | 니시요도가와구              |
| 후쿠       | 福          | 3.3            | ○    | | 오사카부            | 오사카시            | 니시요도가와구              |
| 덴포       | 伝法        | 4.8            | ○    | 고노하나구 | 오사카부            | 오사카시            |                             |
| 지도리바시 | 千鳥橋      | 5.5            | ○    | 고노하나구 | 오사카부            | 오사카시            |                             |
| 니시쿠조   | 西九条      | 6.3            | ●    | 고노하나구 | 오사카부            | 오사카시            | 오사카 순환선, 사쿠라지마선 |
| 구조       | 九条        | 7.6            | ●    | 오사카 메트로 주오선 | 오사카부            | 오사카시            | 니시구                      |
| 돔마에     | ドーム前    | 8.2            | ●    | 오사카 메트로 나가호리쓰루미료쿠치선 (돔마에치요자키역) | 오사카부            | 오사카시            | 니시구                      |
| 사쿠라가와 | 桜川        | 9.0            | ●    | 오사카 메트로 센니치마에선 난카이 전기 철도 고야 선(시오미바시역) | 오사카부            | 오사카시            | 나니와구                    |
| 오사카난바 | 大阪難波    | 10.1           | ●    | 긴키 닛폰 철도 난바선(직결 운행) 오사카 메트로 미도스지선, 요쓰바시선, 센니치마에선(난바역) 난카이 전기 철도 난카이 본선, 고야선(난바역) 간사이 본선(야마토지선, JR 난바역) | 오사카부            | 오사카시            | 주오구                      |

## 참조
1. ↑  (일본어) 阪神なんば線 -よくあるご質問- 보관됨 2009-03-21 - 웨이백 머신 (한신 난바선 - 잦은 질문들-)